# Eirenis rechingeri
Espèce
Statut de conservation UICN

 DD  : Données insuffisantes
Eirenis rechingeri est une espèce de serpents de la famille des Colubridae.

## Répartition
Cette espèce est endémique d'Iran.

## Description
Dans sa description Eiselt indique que le spécimen en sa possession mesure environ 34,5 cm dont 7,5 cm de queue.

## Étymologie
Son nom d'espèce, rechingeri, lui a été donné en l'honneur de Karl Heinz Rechinger (1906–1998), directeur du Museum d'histoire naturelle de Vienne et botaniste autrichien.

## Publication originale
- Eiselt, 1971 : Eirenis rechingeri n. sp. (Colubridae, Serpentes) aus dem Iran. Annalen des Naturhistorischen Museums in Wien, vol. 75, p. 375-381 (texte intégral).